# Emanuelle im Lustschloß der Sinnlichkeit
Emanuelle im Lustschloß der Sinnlichkeit (Originaltitel: The Journey of O) ist ein US-amerikanischer Pornofilm von C.F. Kennedy aus dem Jahr 1976.

## Handlung
Ophelias Liebesbeziehung mit Howard steht unter keinem guten Stern, da sie, aufgrund eines abstoßenden Erlebnisses in ihrer Kindheit, bei dem sie einen Mann beobachtete, der während einer sexuellen Handlung mit ihrer Schwester auf diese urinierte, nun keinen Orgasmus bekommen kann und deshalb wenig Lust dazu verspürt mit ihrem Geliebten zu schlafen. Sie sucht eine Psychiaterin auf, die sie zu einer radikalen Therapie in ein Lustschloss schickt, wo festgestellt wird, dass Ophelia aufgrund ihres Erlebnisses einen negativen Bezug zu sexuellen Handlungen hat, da sie sich dabei von Männern beherrscht fühlt. Nachdem das ausartende Treiben dort keinen Durchbruch bei Ophelia erzielt, wird beschlossen, dass sie mit ihren innersten Ängsten konfrontiert werden sollte. Es wird ihr eine Zimmergenossin zur Seite gestellt, mit der zusammen sie eines Abends vom Schlossherrn und seinen Begleitern aufgesucht und durch Dominanz zum Sex genötigt wird. Zwar findet sie währenddessen Gefallen daran, doch da sie sich hinterher schlecht fühlt, überredet ihre Zimmergenossin sie dazu sich an dem Schlossherrn zu rächen. Der Schlossherr wird daraufhin von den beiden an sein Bett gefesselt und während Ophelia, von der Psychiaterin und deren Kollegin dabei heimlich und freudig beobachtet, genießend auf den Schlafenden uriniert, schreit sie erlöst „ich lebe!“.

## Hintergrund
- In der deutschen Fassung werden als Schauspielernamen: Adeline Lahaie, Lulu Lavent, Pierre Fellous, Dominique Chanaud, Michelle Bond und Angelina Baldassari angezeigt. Ebenso wird für die Kamera: Alain Monteillet, für Musik: Jean-Claude Dubois, für Produktion: Laurence Perrey und als Regisseur: Jean Dupont angegeben.
- Emanuelle im Lustschloß der Sinnlichkeit erlebte  seine US-amerikanische Premiere am 16. Februar 1976.[1] In der Bundesrepublik Deutschland wurde der Film 1980 veröffentlicht. Am 30. August 2001 erschien das Werk auf DVD.[2]